# Gare de Lentilly – Charpenay
Gare de Lentilly - Charpenay – przystanek kolejowy w Lentilly, w departamencie Rodan, w regionie Owernia-Rodan-Alpy, we Francji. 
Jest przystankiem kolejowym Société nationale des chemins de fer français (SNCF), obsługiwanym przez pociągi TER Rhône-Alpes (linia Sain-Bel - Lyon).

## Położenie
Znajduje się na km 14,600 linii Lyon – Montbrison, na wysokości 314 m n.p.m., pomiędzy stacjami La Tour-de-Salvagny i Lentilly.

## Linie kolejowe
- Lyon – Montbrison